# آغبلاغ علی اکبر خان
آغبلاغ علی اکبر خان، روستایی از توابع بخش مرکزی شهرستان بیجار در استان کردستان ایران است.  جمعیت این روستا۱۸۵ نفر میباشد . از بزرگان این روستا میتوان از مرحوم سلیم جمشیدیان نام برد 

## جمعیت
این روستا در دهستان سیاه منصور قرار دارد و براساس سرشماری مرکز آمار ایران در سال ۱۳۸۵، جمعیت آن ۱۷۰ و درسال ۱۳۹۹ ، ۱۸۹ نفر بوده است. از بزرگان این روستا می‌توان از مرحوم سلیم جمشیدیان نام برد . 